# احمد السنوسی
شاهزاده احمد الزبیر السنوسی معروف به زبیر احمد الشریف (عربی: أحمد الزبیر الشریف السنوسی) یک عضو لیبیایی سنوسی و عضو شورای ملی انتقالی به نمایندگی از زندانیان سیاسی است.